# 柳淳
柳淳（1434年—？），字文粹，直隸松江府華亭縣人，明朝政治人物。

## 生平
天順六年（1462年）壬午科應天鄉試第六十七名舉人，成化二年（1466年）中式丙戌科會試第二百四十五名，三甲第二十九名進士。

## 家族
曾祖柳德懋；祖父柳鏞；父柳瓊。